# Pasza (urząd)

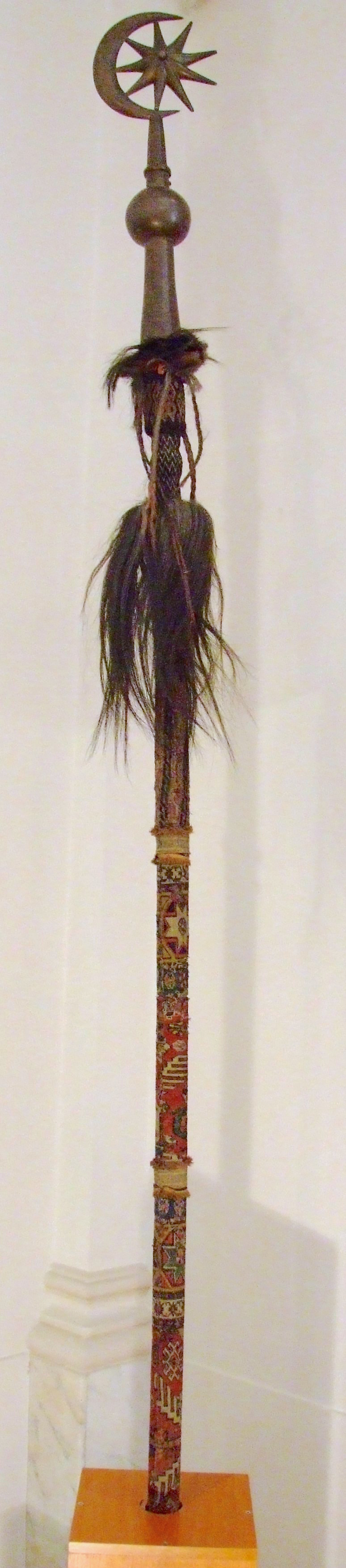
Buńczuk będący symbolem władzy paszy

Pasza (basza; tur. paşa) – słowo pochodzące od perskiego padyszacha, oznaczające wysokiego rangą urzędnika w Turcji osmańskiej; tytuł ten zazwyczaj był przyznawany gubernatorom i generałom. Jako zwrot grzecznościowy „pasza” odpowiada polskiemu tytułowi „pan”.